# Vol Ameristar Charters 9363
Le 8 mars 2017, le McDonnell Douglas MD-83 devant effectuer le vol Ameristar Charters 9363, un vol charter intérieur entre Ypsilanti, dans le Michigan, et Washington, est sorti de la piste après avoir interrompu son décollage sur l’aéroport de Willow Run (en). L'accident a été causé par un blocage de la gouverne de profondeur, qui avait été provoqué par des vents violents la veille du vol.
Les 116 passagers et membres d'équipage ont tous survécu à l'accident, qui a fait seulement un blessé léger, mais l'avion a subi des dégâts structuraux irréparables et a été retiré du service. L'enquête du Conseil national de la sécurité des transports (NTSB) a révélé que la gouverne de profondeur avait été bloquée alors que l'avion était stationné au sol, et que cela n’avait pas été remarqué en raison de défauts dans la conception de l'avion et dans les procédures d'exploitation de la compagnie.

## Avion

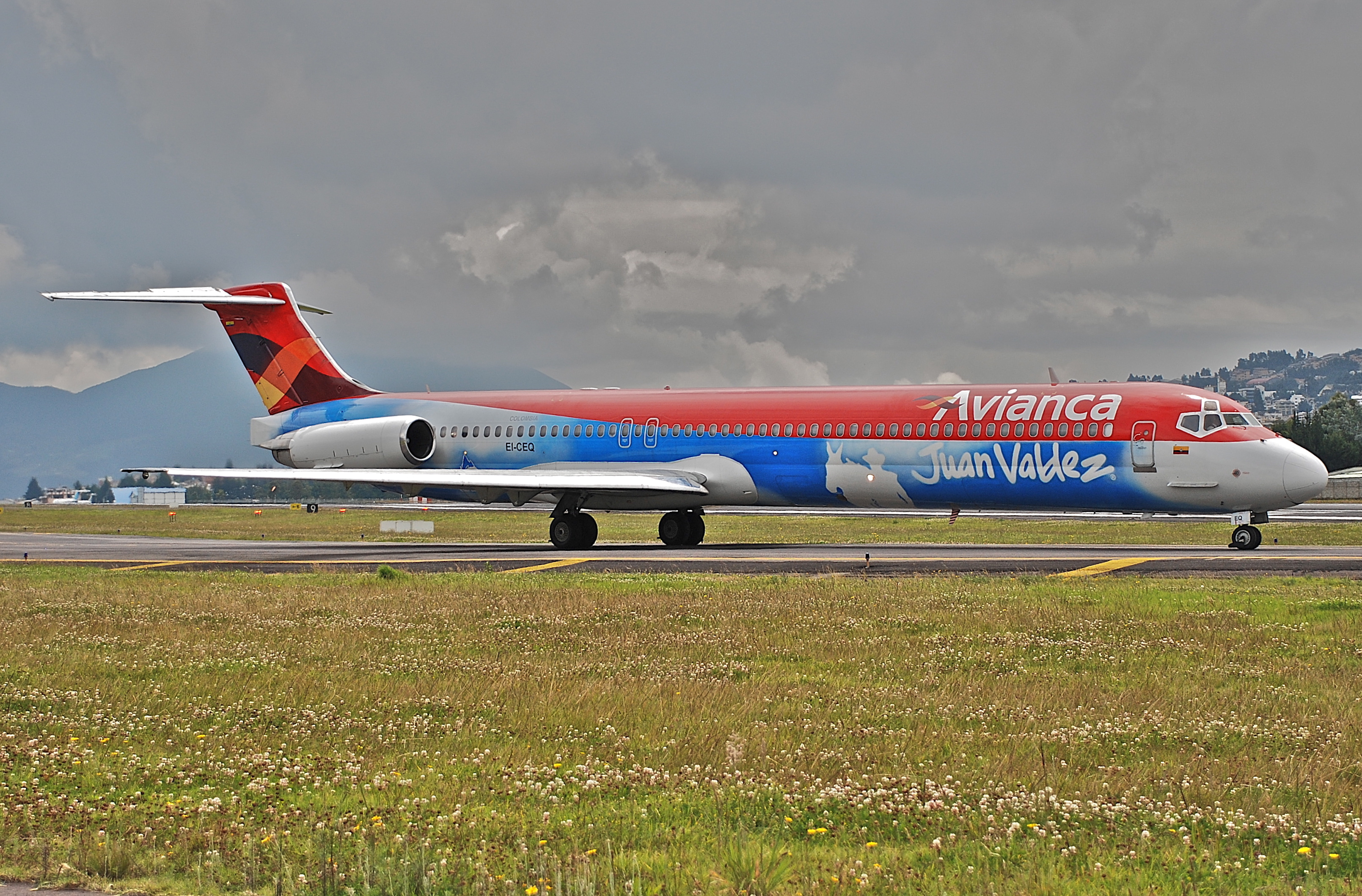
Le MD-83 impliqué dans l'accident, alors qu'il opérait pour Avianca (EI-CEQ), ici en juin 2008.

L'appareil impliqué était un McDonnell Douglas MD-83 âgé de 25 ans et immatriculé N786TW (numéro de série 53123/1987). Au moment de l'accident, cet avion de ligne court/moyen-courrier, propulsé par deux turboréacteurs à double flux Pratt & Whitney JT8D-219, cumulait 41 008 heures de vol et 39 472 cycles (décollage/atterrissage).
Construit à l'usine McDonnell Douglas de Long Beach, en Californie, il a été livré à Avianca le 14 avril 1992, en location auprès de GE Capital Aviation Services (GECAS), avec l'immatriculation irlandaise EI-CEQ. Entre 2005 et 2006, il a été nommé « Ciudad de Leticia ». Il a été peint dans la livrée spéciale Juan Valdez en décembre 2007. Il a ensuite été immatriculé en Colombie sous le numéro HK-4589X, le 26 mars 2010. Il a été racheté par Ameristar Jet Charter (en) le 17 décembre 2010 et réimmatriculé aux États-Unis sous le numéro N786TW.

## Déroulement des faits
Le vol 9363 avait été affrété pour transporter l'équipe masculine de basket-ball des Wolverines du Michigan au tournoi Big Ten (en), à Washington, pour le match du lendemain contre les Fighting Illini de l'Illinois. L'avion était stationné sur l'aéroport de Willow Run (en) depuis son arrivée en provenance de l'aéroport de Lincoln (en), dans le Nebraska, le 6 mars. 
Quelques heures avant l'accident, la tour de contrôle de l'aéroport de Willow Run avait été évacuée, en raison de vents violents générés par une tempête qui avait touché une grande partie du sud-est du Michigan et entraîné des pannes de courant pour plus de 800 000 foyers. L’une de ces pannes avait désactivé la plupart des instruments météorologiques du système d'observation automatisé de l'aéroport (en) (ASOS), et les observations météorologiques visuelles n'étaient pas disponibles en raison de l'évacuation de la tour de contrôle.
En conséquence, l'équipage du vol 9363 a obtenu des informations météorologiques auprès de sources alternatives, en contactant le personnel d'exploitation de la compagnie aérienne pour un réglage de température et en appelant l'aéroport métropolitain de Détroit à proximité, sur l'un des téléphones portables des pilotes, pour obtenir les informations météorologiques actualisées sur ce dernier. En l'absence d'informations de l'ASOS, l'équipage a utilisé des manches à air présentes à l'aéroport pour déterminer la direction du vent prédominant et informer son choix de piste pour le décollage. L'équipage a alors modifié les différents paramètres de son décollage prévu pour se protéger contre le danger lié au cisaillement du vent, en sélectionnant notamment une vitesse de rotation (Vr) plus élevée que celle qui aurait été prescrite lors d'un décollage ordinaire.

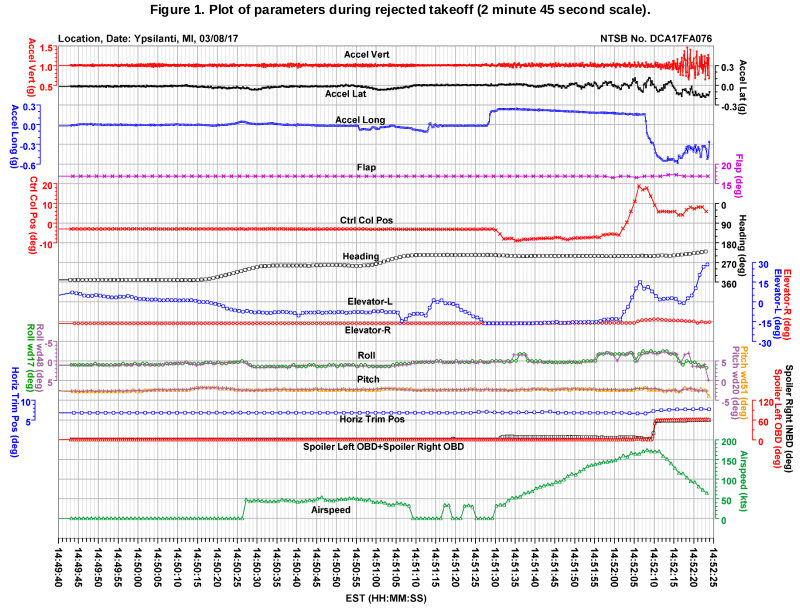
Diagrammes des données de vol, enregistrées lors de la tentative de décollage du vol 9363.

Le départ du vol 9363 a été légèrement retardé, en raison des difficultés de communication causées par les multiples pannes de courant à l'aéroport. Le MD-83 a roulé sans incident jusqu'à la piste 23L et a reçu son autorisation de décoller de la part du contrôle aérien (ATC) de Détroit par téléphone portable, en raison du manque de services ATC à Willow Run. Le pilote vérificateur, Andreas Gruseus (41 ans), agissant alors en tant que commandant de bord, a ordonné au commandant, Mark Radloff (54 ans), de commencer le décollage, qui a été entamé à 14 h 51 min 12 s EST.
Le décollage s'est déroulé normalement jusqu'à la vitesse de rotation, à 150 nœuds (280 km/h). Une fois à Vr, lorsque le commandant de bord a tiré sur le manche pour effectuer la rotation, l'avion n'a pas réagi, même après que le commandant de bord ait appliqué une force supplémentaire sur le manche. Jugeant l'avion incapable de voler, le commandant de bord a effectué un décollage interrompu, appliquant immédiatement le freinage maximal, puis les spoilers et l'inversion de poussée.
Au moment où le commandant de bord décide d'interrompre le décollage, l'avion a accéléré jusqu'à atteindre 173 nœuds (320 km/h), soit plus de 30 nœuds (56 km/h) au-dessus de la vitesse de décision (V1), et se déplaçait trop rapidement pour pouvoir s'arrêter sur la longueur de piste restante. Il a dépassé l'extrémité de la piste 23L et a traversé l'aire de sécurité d'extrémité de piste (en) (RSA) en herbe, avant de heurter le bord surélevé d'une route d'accès, le long du périmètre de l'aéroport. Lors du choc, le train d'atterrissage s'est brisé et l'avion a glissé sur le ventre à travers la route et un fossé juste au-delà, causant des dommages importants au ventre et au dessous du nez. L'avion s'est finalement immobilisé, avec son empennage sur la route et son nez dans un champ herbeux, de l'autre côté de la route et du fossé.

L'épave du vol 9363
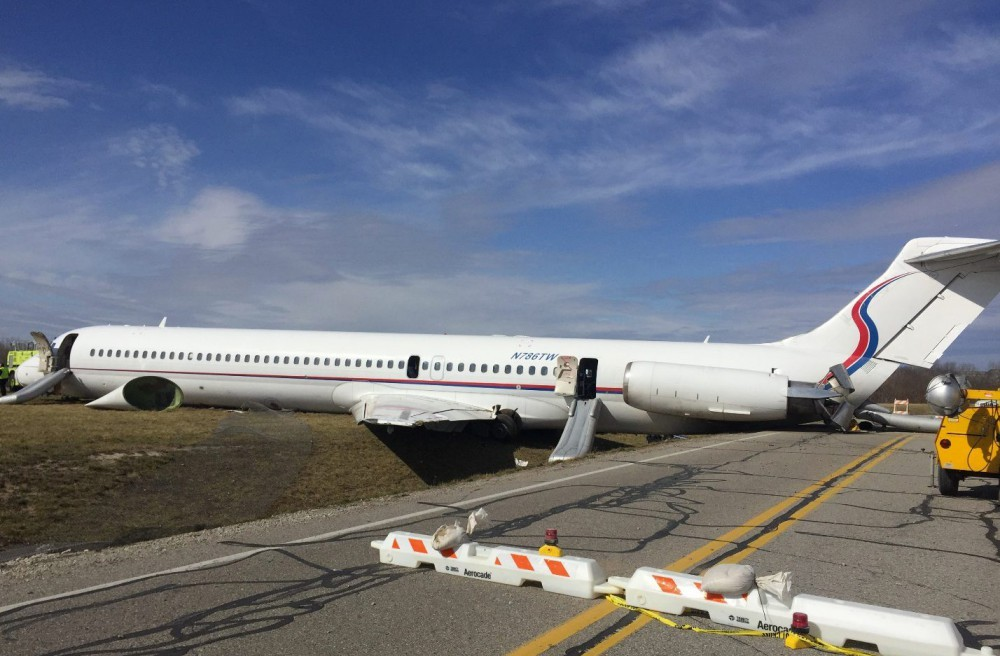
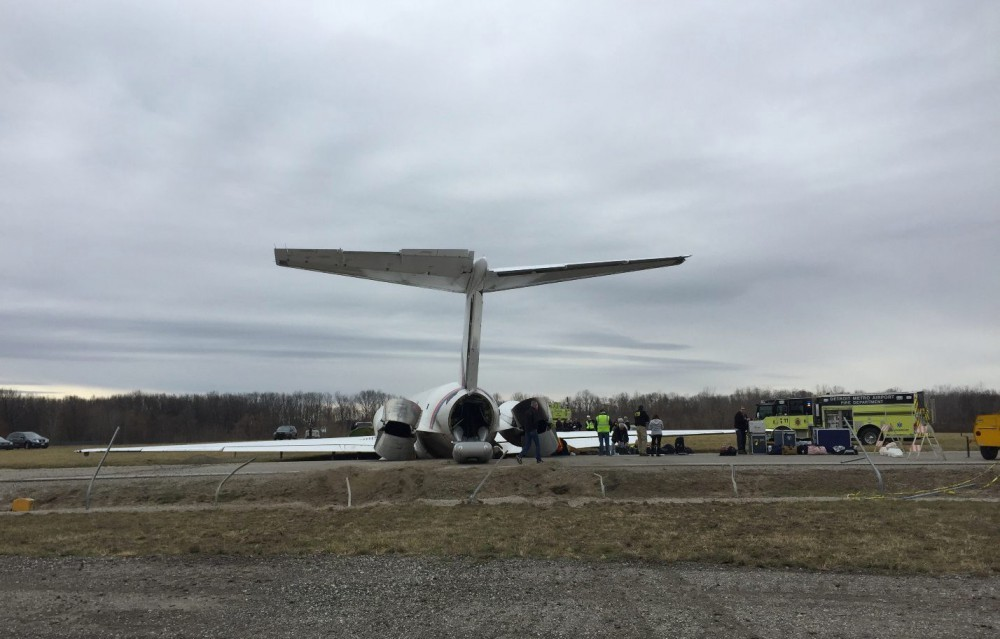
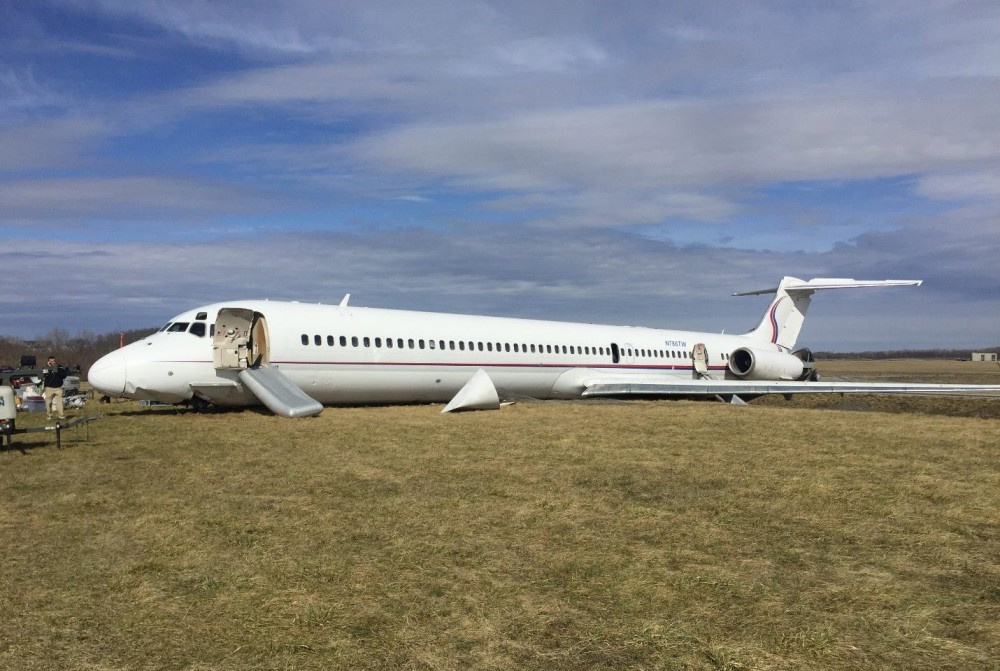
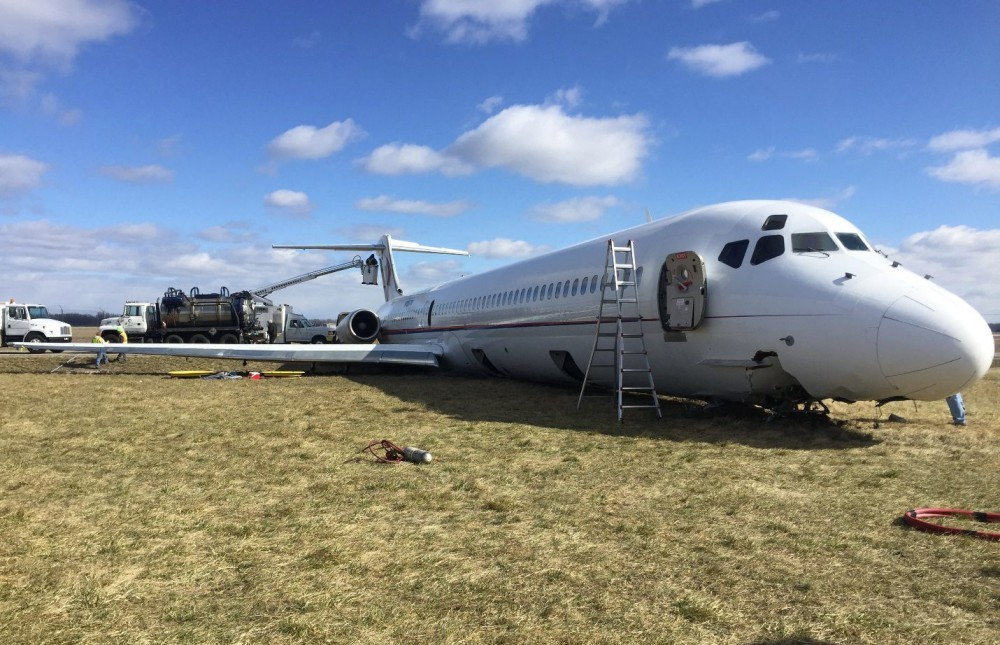

L'évacuation s'est déroulée rapidement et dans de bonnes conditions. L'avion disposait de huit sorties de secours, dont quatre ont été utilisées. Une sortie de secours s’est avérée inutilisable du fait d’un toboggan d'évacuation défectueux, et une autre a été bloquée par une ceinture de sécurité coincée dans la porte. Les 110 passagers et les 6 membres d'équipage ont survécu à l'accident, avec un seul blessé, un passager qui a subi une lacération à la jambe lors de l'évacuation.

## Enquête

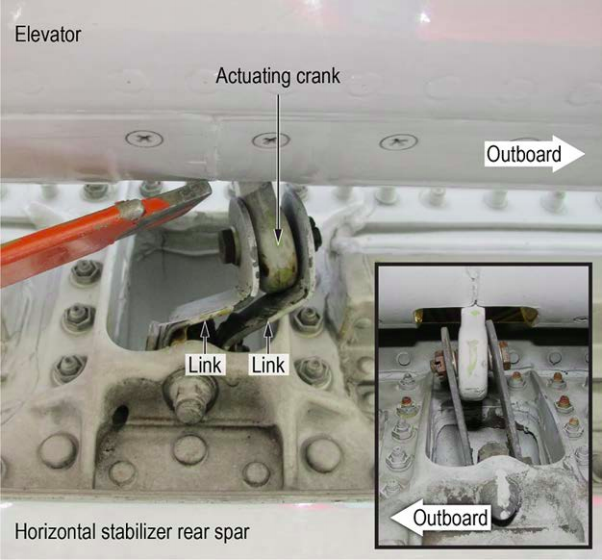
La biellette de commande à engrenages de la gouverne de profondeur droite du MD-83 accidenté, montrant les dégâts subi par la biellette de commande.

Le NTSB a publié son rapport final en février 2019, concluant que la cause probable de cet accident était le blocage de la gouverne de profondeur droite de l'avion, résultant de son exposition à de fortes rafales de vent quand l'avion était stationné sur l'aéroport, qui ont plié et endommagé le système de biellettes à engrenages qui commande la gouverne de profondeur du MD-83, similaire à celui du Douglas DC-9 ; cela a bloqué la gouverne droite en position de piqué complet et a rendu l'avion incapable d'effectuer la rotation pendant le décollage. Les facteurs contributifs à l'accident sont : 
- l'effet d'une grande structure (hangar) sur le vent en surface, qui soufflait en rafales perpendiculairement à l'emplacement de l'avion sur l'aire de stationnement, ce qui a entraîné des charges aérodynamiques sur la gouverne de profondeur droite suffisantes pour la bloquer, même si la vitesse du vent était inférieure à la limite de conception et de certification de l'appareil, ainsi qu'à ses critères d'inspection de maintenance.
- l'absence de moyen permettant à l'équipage de détecter un blocage de la gouverne de profondeur pendant les vérifications avant le décollage sur les avions de type MD-83.

La taux de survie lors de cet accident a été due à la décision opportune et appropriée du commandant de bord d'interrompre le décollage, au respect des procédures d'exploitation standard par le pilote vérificateur après que le commandant de bord eut demandé l'interruption du décollage, et aux dimensions de la zone de sécurité où la sortie de piste s'est produite. Le rapport final a salué les actions de l'équipage pour avoir contribué à l'absence de blessures graves ou de décès lors de l'accident.

## Conséquences
Le lendemain de l'accident, l'équipe masculine de basket-ball des Wolverines se rendit à Washington à bord de l'avion des Pistons de Détroit. L'équipe arriva au Verizon Center de Washington à 10 h 30, à temps pour son match de midi contre les Fighting Illini. Les Wolverines jouèrent le match dans leurs tenues d'entraînement, car les bagages de l'équipe étaient toujours dans la soute de l'avion accidenté. Les Wolverines gagnèrent contre l'Illinois, 75-55, et remportèrent le tournoi Big Ten.
En réponse à l'accident, Boeing a développé une modification du système de commande de la gouverne de profondeur du DC-9, qui ajoute un deuxième arrêt au système et empêche physiquement la gouverne de profondeur de se déplacer au-delà de ses limites de conception, évitant ainsi aux biellettes à engrenages de se verrouiller dans une configuration surcentrée.
Pour les avions avec une gouverne de profondeur entraînée par un système de commande n'étant pas encore équipées de l'arrêt secondaire, y compris les DC-9, MD-80 et Boeing 717, le manuel de maintenance a été révisé pour diminuer la force du vent qui nécessiterait une inspection physique du système de gouverne de profondeur avant tout autre vol. Le NTSB a recommandé à Boeing de finaliser et de mettre en œuvre pleinement ces changements, et de développer également un moyen pour les équipages de détecter un blocage de la gouverne de profondeur avant tout décollage.